# Villada (Argentinië)
Villada is een plaats in het Argentijnse bestuurlijke gebied Caseros in de provincie Santa Fe. De plaats telt 1.332 inwoners.